# James O. Freedman
James Oliver Freedman (* 21. September 1935 in Manchester, New Hampshire; † 21. März 2006 in Cambridge, Massachusetts) war ein US-amerikanischer Pädagoge und Hochschulpräsident.

## Leben
Freedman war Absolvent des Harvard College und der Yale Law School. Er war von 1979 bis 1982 Dekan der University of Pennsylvania Law School, bevor er von 1982 bis 1987 der 16. Präsident der University of Iowa und dann von 1987 bis 1998 der 15. Präsident des Dartmouth College wurde.
Freedman wurde 1998 in die American Academy of Arts and Sciences gewählt, deren Präsident er von 2000 bis 2001 war.